# Mahsati
Mahsati (pers. ‏مهستی گنجوی‎; ur. ok. 1089 w Gandży, obecnie Azerbejdżan, zm. po 1159 tamże) – perska poetka, kontynuatorka Omara Chajjama. O życiu poetki wiadomo bardzo niewiele, a większość jej utworów się nie zachowała. Koło 60 tetrastychów Mahsati zostało odnaleziono w antologii poezji perskiej pt. Nozhat al-Madżales. Główne miejsce w twórczości poetki zajmuje liryka miłosna. Zgodnie z postanowieniem o uczczenie 900 rocznicy Mahsati, podpisanym przez Prezydenta Azerbejdżanu İlhama Əliyeva, wydawnictwo „Elm və Təhsil” w Baku w ramach obchodów rocznicy wydało książkę poświęconą życiu i twórczości poetki. Książkę przetłumaczono na 20 języków obcych.
Jej imieniem w 2019 roku nazwano gwiazdę HD 152581.